# Metarranthis duaria
Metarranthis duaria là một loài bướm đêm trong họ Geometridae.